# Strzelno (gmina w województwie gdańskim)
Strzelno – dawna gmina wiejska istniejąca w latach 1934–1954 w woj. pomorskim/gdańskim (dzisiejsze woj. pomorskie). Siedzibą władz gminy było Strzelno.
Gmina zbiorowa Strzelno została utworzona 1 sierpnia 1934 roku w powiecie morskim w woj. pomorskim (II RP) z dotychczasowych jednostkowych gmin wiejskich: Chłapowo, Karwia, Łebcz, Mieroszyno, Ostrowo, Starzyński Dwór, Strzelno, Swarzewo, Tupadła, Wielka wieś, Karwieńskie Błota (część) i Starzyno (część) oraz z obszarów dworskich położonych na tych terenach lecz nie wchodzących w skład gmin.
Po wojnie (7 kwietnia 1945 roku) gmina wraz z całym powiatem morskim weszła w skład nowo utworzonego woj. gdańskiego. 1 lipca 1951 roku zmieniono nazwę powiatu morskiego na wejherowski. 1 lipca 1952 roku z gminy Strzelno wyłączono część obszaru (gromadę Wielka Wieś oraz części gromad Chłapowo i Swarzewo), z których utworzono nową gminę wiejską Władysławowo; według stanu z tego dnia gmina Strzelno była podzielona na 9 gromad: Chłapowo, Karwia, Łebcz, Mieroszyno, Ostrowo, Starzyński Dwór, Strzelno, Swarzewo i Tupadła.
Gmina została zniesiona 29 września 1954 roku wraz z reformą wprowadzającą gromady w miejsce gmin. Dwa dni później, 1 października, gromady Karwia, Mieroszyno, Strzelno i Swarzewo weszły w skład nowo utworzonego powiatu puckiego. Jednostki nie przywrócono 1 stycznia 1973 roku po reaktywowaniu gmin.